# Deoclecio Redig de Campos

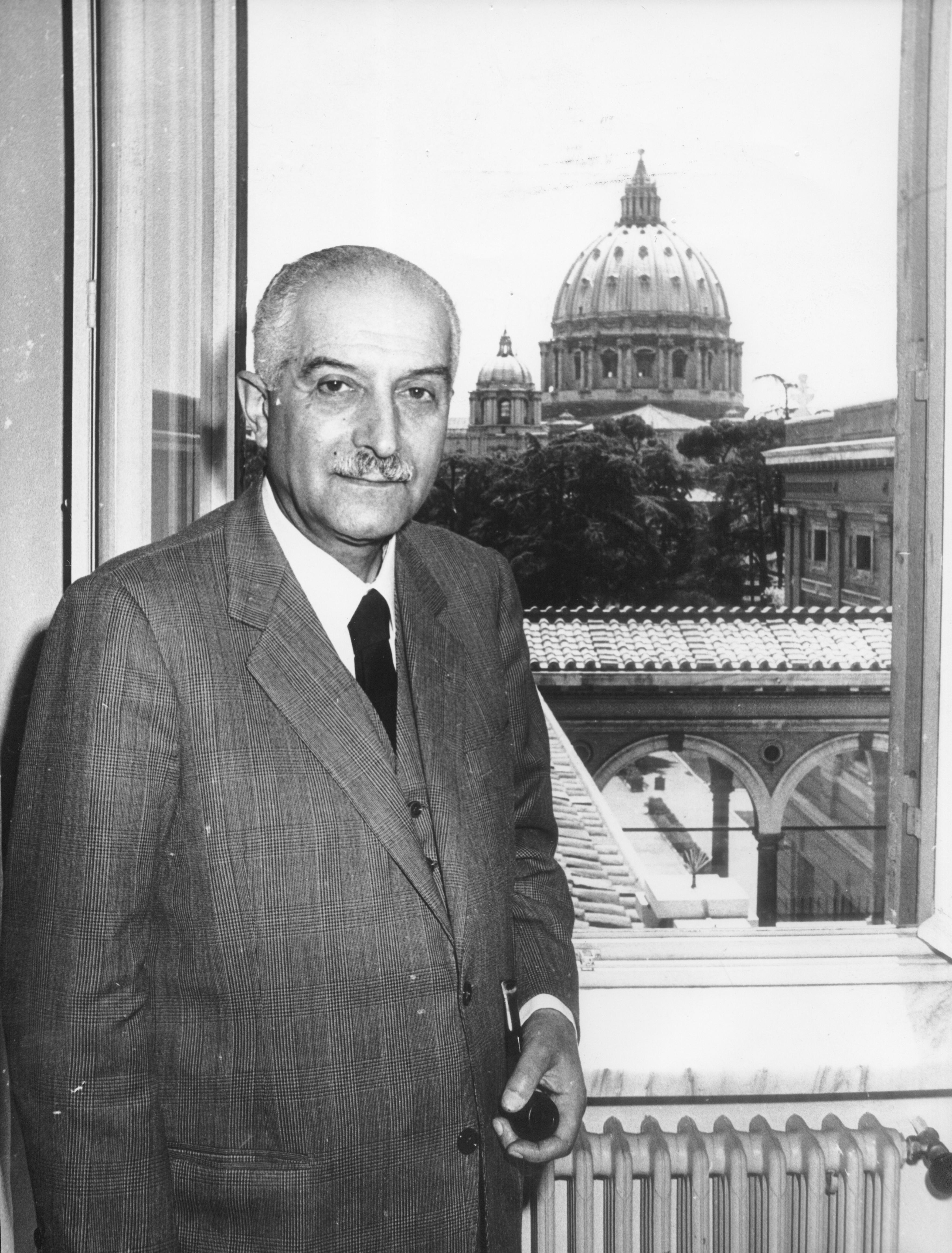
Deoclecio Redig de Campos, 1972

Deoclecio Redig de Campos (geboren 6. März 1905 in Belém; gestorben 6. April 1989 in Rom) war ein brasilianischer Kunsthistoriker und Museumsleiter im Vatikan.

## Leben
Deoclecio Redig de Campos war der Sohn des Juristen und Diplomaten Deoclecio de Campos, der im Jahr 1910 brasilianischer Konsul in Berlin wurde, und der Zulima Redig, sein jüngerer Bruder war der Architekt Olavo Redig de Campos (1906–1984). Er besuchte das Hohenzollern-Gymnasium in Berlin und zog 1917 mit seinen Eltern nach Bern und 1918 nach Rom, wo er am Lycée Chateaubriand di Roma die Reifeprüfung ablegte. Er studierte Kunstgeschichte an der Universität La Sapienza in Rom und wurde bei Adolfo Venturi mit einer Arbeit über Ästhetik bei dem „faschistischen“ Philosophen Giovanni Gentile promoviert (Laurea). Er heiratete 1931 Virginia Kambo, mit der er eine Wohnung an der Spanischen Treppe über den Babington’s Tea Rooms bezog. Ab 1933 arbeitete er an den Vatikanischen Museen, ab 1935 leitete er die Vatikanische Pinakothek. Neben seiner Museumstätigkeit ließ er sich zum Kulturattaché der brasilianischen Botschaft beim Heiligen Stuhl bestellen und besserte damit sein Gehalt und seinen Status auf. 1964 gehörte er als Vertreter des Vatikans zu den Unterzeichnern der Charta von Venedig.
De Campos wurde im Jahr 1971 zum Generaldirektor der Vatikanischen Museen bestellt. Unter seiner Ägide wurden die Stanzen des Raffael restauriert und die Tituli über den Quattrocento-Fresken in der Sixtinischen Kapelle freigelegt. Er setzte die von Cesare Brandi entwickelten Theorien zur Restaurierung um, konnte aber die Eingriffe des Architekten Enrico Pietro Galeazzi nicht verhindern. In seine Amtszeit fielen 1972 der Anschlag auf die Pietà des Michelangelo und deren Wiederherstellung.
Bis 1978 wurde sein Vertrag als Generaldirektor alle zwei Jahre verlängert, dann trat er in den Ruhestand.
1957 erhielt er das große Verdienstkreuz des Verdienstordens der Bundesrepublik Deutschland.

## Schriften (Auswahl)
Siehe Bibliografia di Deoclecio Redig de Campos. In: Bollettino dei Monumenti, Musei e Gallerie Pontificie 9, 1989, S. 450–458.
- I Palazzi Vaticani. Cappelli, Bologna 1967
- Le stanze di Raffaello.
  - Die Stanzen des Raphael. Übersetzung Hermine Speier. Del Turco, Rom 1954
  - Raphaels Fresken in den Stanzen. Übersetzung Patrizia Möhring, Harald Möhring. Urachhaus, Stuttgart 1984
- (Hrsg.): Die Kunstschätze des Vatikan. Architektur, Malerei, Plastik. Herder, Freiburg 1974.